# Hollie (album)
Hollie è l'album con il quale ha esordito il soprano inglese Hollie Steel, registrato nello studio dell'ACE Centre a Nelson, nel Lancashire, nel settembre 2009 e lanciato al The Roundhouse il 24 maggio 2010. Si tratta di un album del genere Crossover.
Steel divenne famosa dopo la sua comparsa nella terza serie di Britain's Got Talent e firmò con un'etichetta dopo la competizione. Il primo single dell'album,  Edelweiss, da The Sound of Music, fu pubblicato il 29 marzo 2010. Il secondo single, I Could Have Danced All Night, fu pubblicato il 10 maggio 2010. Entrambi i single e l'album sono stati distribuiti dall'Universal e sono disponibili sia nei negozi sia in forma digitale on line.
L'album utilizza il Pendle's Arden Youth Choir (Coro giovanile Pendle's Arden) in alcuni brani classici.

## Elenco delle tracce
Seguono i titoli e le rispettive durate delle tracce.
1. O Mio Babbino Caro—2:37
2. Edelweiss—4:34
3. Come To My Garden—2:54
4. I Could Have Danced All Night—2:40
5. Nessun Dorma—2:54
6. The Music of the Night—5:15
7. Wishing You Were Somehow Here Again—3:04
8. Ave Maria—4:30
9. God Help the Outcasts—3:41
10. Panis angelicus—2:59
11. Hushabye Mountain—4:00
12. When She Loved Me—3:14
13. These Eyes of Mine—3:42, scritta da Hollie insieme al padre.[12][13]